# سرمایه‌گذاری آزاد (فیلم)
«سرمایه‌گذاری آزاد» (انگلیسی: Free Enterprise (film)) فیلمی در ژانر کمدی رمانتیک است که در سال ۱۹۹۹ منتشر شد. از بازیگران آن می‌توان به اریک مک‌کورمک، ویلیام شاتنر، فیل لامار، الی کرنل، و لوری لایولی اشاره کرد.